# ماكس سيمون (عسكري)
ماكس سيمون (بالألمانية: Max Simon)‏ هو عسكري ألماني، ولد في 6 يناير 1899 في فروتسواف في بولندا، وتوفي في 1 فبراير 1961 في لونن في ألمانيا.